# Tafelglas
Der Begriff Tafelglas umfasst hauptsächlich alle industriell im Ziehverfahren hergestellten Gläser mit beidseitig glatter Oberfläche (Fensterglas, Bildgläser etc.). Das ursprüngliche Blasen und Strecken des Tafelglases wird nur noch für Glasarten wie Farbglas oder "echtes" Antikglas angewendet, für die sich eine Massenanfertigung nicht lohnt.
Im maschinellen Ziehverfahren können genaue Glasstärken eingehalten werden, die in Dickenkategorien eingeteilt werden:
- über 4 mm (DD, doppelte Dicke), auch Dickglas genannt
- 1,8 bis 4 mm (MD, mittlere Dicke), hauptsächlich als Bauglas verwendet
- unter 1,8 mm (ED, einfache Dicke), auch Dünnglas genannt, hauptsächlich in Bilderrahmen oder Möbelverglasungen verwendet.